# Прилепы (Дубровский район)
Прилепы — деревня в Дубровском районе Брянской области, в составе Сещинского сельского поселения.

## География
Расположена в 2,5 км к юго-западу от деревни Сосновка.

## История
Упоминается с XVIII века; первоначально входила в Брянский уезд. С 1776 до 1929 года в Рославльском уезде Смоленской губернии (с 1861 — в составе Сергиевской волости, с 1922 в Епишевской, с 1924 в Сещенской волости).
C 1929 года в Дубровском районе; до 1969 входила в Заустьенский и другие сельсоветы.

## Население
| 2010 | 2013 |
| ---- | ---- |
| 2    | ↘1   |